# اس‌اس تینوالد (۱۸۹۱)
اس‌اس تینوالد (۱۸۹۱) (به انگلیسی: SS Tynwald (1891)) یک کشتی است که طول آن ۲۶۵ فوت (۸۱ متر) می‌باشد. این کشتی در سال ۱۸۹۱ ساخته شد.